# Potentilla laevissima
Potentilla laevissima är en rosväxtart som beskrevs av R. V. Kamelin. Potentilla laevissima ingår i Fingerörtssläktet som ingår i familjen rosväxter. Inga underarter finns listade i Catalogue of Life.